# Tadeusz Zaorski (chmielarz)
Tadeusz Zaorski (ur. 13 października 1927 w Glinnym Stoku, zm. 5 grudnia 2007) – inżynier rolnik, specjalista w dziedzinie produkcji chmielu, żołnierz Armii Krajowej i Batalionów Chłopskich, porucznik.

## Życiorys
Urodził się w rodzinie ziemiańskiej w rodzinnym majątku koło Parczewa jako syn Jana i Haliny. Po ukończeniu szkoły podstawowej podjął naukę w Gimnazjum Ojców Marianów na Bielanach w Warszawie. Po ukończeniu pierwszej klasy przerwał naukę z powodu wybuchu II wojny światowej.
W 1943 wstąpił do Armii Krajowej. Był żołnierzem Batalionów Chłopskich i pełnił funkcję zwiadowcy i łącznika w rodzinnej miejscowości. Wziął udział w „Akcji Burza” idąc na pomoc powstaniu warszawskiemu. Jego oddział został rozbrojony przez Armię Czerwoną zaś on sam zaciągnął się ochotniczo do 2 Armii Wojska Polskiego. Walczył w szeregach 7 Dywizji Piechoty i dotarł wraz z nią do czeskiej Pragi.
Po wojnie w latach 1946–1948 – w ramach osadnictwa wojskowego – mieszkał w powiecie zgorzeleckim, potem jednak wrócił do rodziców i reszty rodziny do Lublina. Tam dokończył szkołę, a następnie ukończył Wyższą Szkołę Inżynierską. Następnie podjął studia w Akademii Rolniczej otrzymując magisterium. Podjął pracę naukową uwieńczoną w 1971 stopniem doktora. Zajmował się naukowo mechanizacją upraw, zwłaszcza chmielu, tytoniu i lnu. Jest współautorem opracowań racjonalizatorskich i wynalazków z dziedziny rolnictwa, projektantem maszyn do produkcji rolnej. W 1986 uzyskał tytuł docenta. W latach 1968–1990 kierował Pracownią Mechanizacji Produkcji Roślinnej Instytutu Uprawy, Nawożenia i Gleboznawstwa w Jastkowie. Wśród jego prac naukowych znajdują się również opracowania dokumentujące historię upraw roślin przemysłowych, szczególnie chmielu.
Był członkiem ŚZŻAK, ZKRPiBWP oraz Klubu Oficerów Rezerwy LOK przy Uniwersytecie Przyrodniczym w Lublinie.

## Odznaczenia
- Krzyż Kawalerski Orderu Odrodzenia Polski
- medal Komandor Chmielu III stopnia – nadany w 2004 w Strasburgu przez Kapitułę Międzynarodową orderu „Komandor Chmielu” ustanowionego w Brabancji w 1371

## Publikacje
Po przejściu na emeryturę reaktywował zlikwidowane w 1989 czasopismo „Rolnik Chmielarz”, które później przez pięć lat jako „Biuletyn Chmielarski” wydawał na własny koszt.
Jest autorem wydanej w 2002 przez IUNG w Puławach monografii pt. „Zarys dziejów chmielarstwa polskiego”.
W wolnych chwilach pisywał wiersze, w których kreślił obraz Podlasia i stron rodzinnych. Ostatni opublikowany tomik Ślady na drodze ukazał się w 2008.